# Lefteris Bochoridis
Eleftherios "Lefteris" Bochoridis (Griego: Ελευθέριος "Λευτέρης" Μποχωρίδης; nacido el 18 de abril de 1994 en Salónica, Grecia) es un jugador profesional griego de baloncesto. Es zurdo, 1.96 (6 pies y 5 pulgadas) de alto juega en las posiciones de base y escolta.

## Profesional
Bochoridis comenzó su carrera profesional en la Liga Griega con el club Aris en 2010. 
En el año 2014 da el salto a uno de los equipos grandes de Grecia, fichando por el Panathinaikos BC.
[actualizar]

### Selección nacional
Bochoridis jugó con los equipos nacionales juveniles de Grecia, tanto como en el Campeonato FIBA Europa Sub-18 de 2011 y 2012. También jugó en el Campeonato FIBA Europa Sub-20 de 2013.
Durante agosto y septiembre de 2023 fue integrante de la selección de Grecia que participó en el Mundial de 2023 celebrado en Asia, y que finalizó en decimoquinto lugar.